# اتحادیه آمفیکتونیک

یک نقشه فرانسوی که شهر های یونان باستان را نشان می‌دهد

لیگ آمفیکتونیک (زبان یونانی: ἀμφικτυονία) یک انجمن مذهبی قبایل باستانی بود که قبل از ظهور پولیس (یونان) تشکیل شده بود. شش شهر دوریان در جنوب غربی ساحلی  آناتولی یا دوازده شهر یونی در شمال پس از جنگ ملیاک در اواسط قرن ۷ قبل از میلاد لیگ یونی تشکیل دادند.